# サルサ (料理)

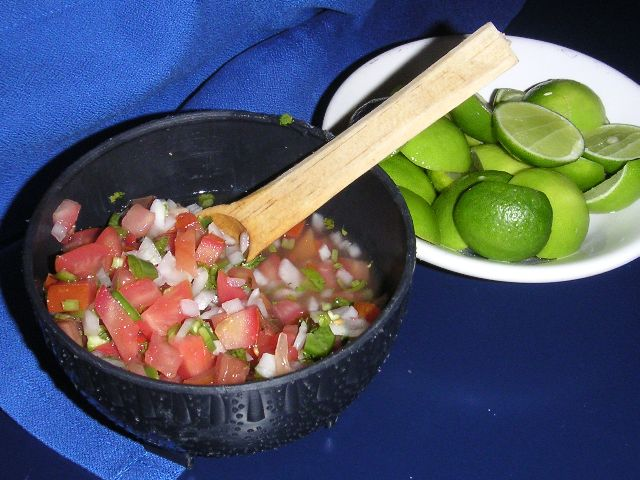
サルサ・クルダ（手前）

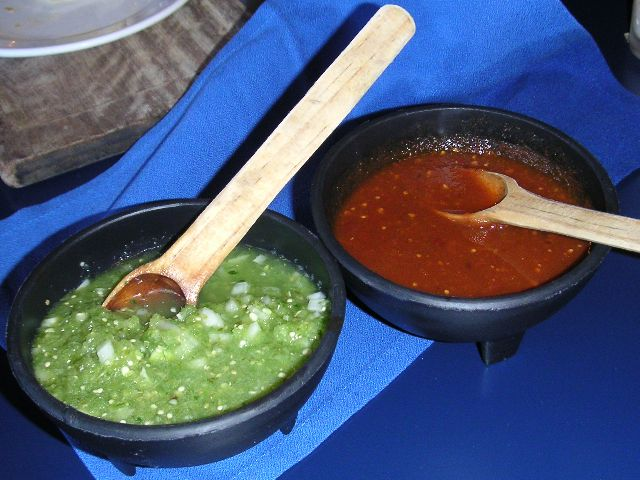
サルサ・ベルデ（手前）とサルサ・ロハ

サルサ（スペイン語: salsa）とはスペイン語で「ソース」一般を意味する語（例えば醤油はスペイン語でサルサ・デ・ソヤ（salsa de soya）つまり「大豆のソース」という）で、スペイン語圏以外における外来語としては、特にスペインおよびラテンアメリカで料理に使われる液状調味料の総称として用いられる。語源は英語およびフランス語の「ソース」（sauce）同様、ラテン語で「塩味の」を意味するサルスス (salsus) の女性形サルサ (salsa)。

## 主なサルサの一覧
サルサ・ロハ（salsa roja=赤いサルサ）
メキシコ料理やアメリカ合衆国南西部の料理でよく使われるソース。トマトを主体に、唐辛子、 コリアンダーなどから作られる。
サルサ・ベルデ（salsa verde=緑のサルサ）
トマティーヨ（オオブドウホオズキ）のサルサ。
サルサ・クルダ（salsa cruda=生のサルサ）
主にトマト、タマネギ、唐辛子とコリアンダーを刻んで混ぜ合わせたサルサ。メキシコでは緑色の唐辛子とコリアンダー、白いタマネギ、赤いトマトで構成されていることから国旗になぞらえてサルサ・メヒカーナ（salsa mexicana）とも呼ばれる。ボリビアではコリアンダーの代わりにキルキーニャ（quillquiña、Porophyllum ruderale）が入る。
ピコ・デ・ガヨ（pico de gallo）
メキシコ北部とアメリカ合衆国ではサルサ・クルダの別名であるが、刻んだモモ、ヒカマ、オレンジなどが入ることがある。
サルサ・ブラバ（salsa brava=ワイルドなサルサ）
カタルーニャ州のジャガイモ料理、パタタス・ブラバス（patatas bravas）用のソース。
サルサ・ランチェラ（salsa ranchera=牧場のサルサ）
トマト、タマネギ、ニンニク、唐辛子（チレ・セラーノ）を軽く煮込んで作るサルサ。メキシコの卵料理ウエボス・ランチェロス（huevos rancheros）には欠かせない。日本でも瓶詰めなどで売られている。
リャフア（llajua/llajwa）
ペルーやボリビアで使われるサルサ。上記のサルサ・クルダとほぼ同じで、アヒ・アマリージョまたはロコト、生タマネギのみじん切り、トマトの賽の目切りに若干の塩を加えて作る。日本での醤油と同様に、ペルーやボリビアでは食卓にリャフアを入れた小鉢が置いてあるのが普通である。
なお、名称についてはジェイスモを参照のこと。
ワカモレ（guacamole）
アボカドのサルサ。
モーレ（mole）
メキシコの多種多様なソース、またはそれを用いた料理。チョコレート味のモーレ・ポブラーノが最も有名。
チミチュリ（chimichurri）
アルゼンチン発祥のサルサ。南米で広く用いられている。